# TV Tropes
 TV Tropes  — вики-проект, нацеленный на сбор и исследования различных приёмов и сюжетных ходов (тропов), использующихся в художественных работах. С момента создания в 2004 году, сайт добавил в своё содержание не только тропы, используемые в фильмах и телесериалах, но и других видах художественных работ. 

## Содержание
Изначально TV Tropes фокусировался на телесериале «Баффи — истребительница вампиров», но с тех пор он расширил свой масштаб до тысяч других сериалов, фильмов, романов, настольных игр, видеоигр, аниме, манги, комиксов, фанфиков и других областей, включая такие интернет-явления как Википедию (которую называют там «The Other Wiki»). Среди давно учреждённой политики сайта он не требует критериев значимости для своих введений к статьям и примерам работ.
На сайте имеются введения к различным художественным работам и тропам. Статья о работе содержит её краткое описание, вместе со списком использованных в ней тропов. Страницы, посвящённые тропам, действуют наоборот: после описания самого тропа приводится список его появления в различных художественных работах.
Страницы тропов создаются через стандартизированную схему создания, в течение которой другие члены сайта, которые называются «троперами», выражают своё мнение, добавляя примеры и предлагая улучшения. Названия тропов обычно даются за особо запоминающийся случай их использования. Тем не менее существует определённый отбор в создании и наименовании тропов, которые являются субъектами критики и обсуждения до и после того, как троп станет полностью принят. Новый троп должен быть и не слишком заурядным, и достаточно распространённым в художественных работах, чтобы быть внесённым на сайт. Вдобавок существует непрекращающийся процесс изменения непонятных или (и) трудных для понимания ссылок на популярную культуру на более понятные.
В 2008 году сайт подвергся значительному изменению дизайна и организации сайта, такому как введение пространства имён, а в 2009-м были добавлены другие языковые разделы, из которых наиболее развитым является немецкий.
Использование сайта TV Tropes учит пользователя анализировать и исследовать художественные работы. Частые пользователи сайта при просмотре любой работы могут находить и раскладывать её на сюжетные ходы, постоянно пополняющийся список которых представлен на сайте.